# Schiffswerft Hilgers

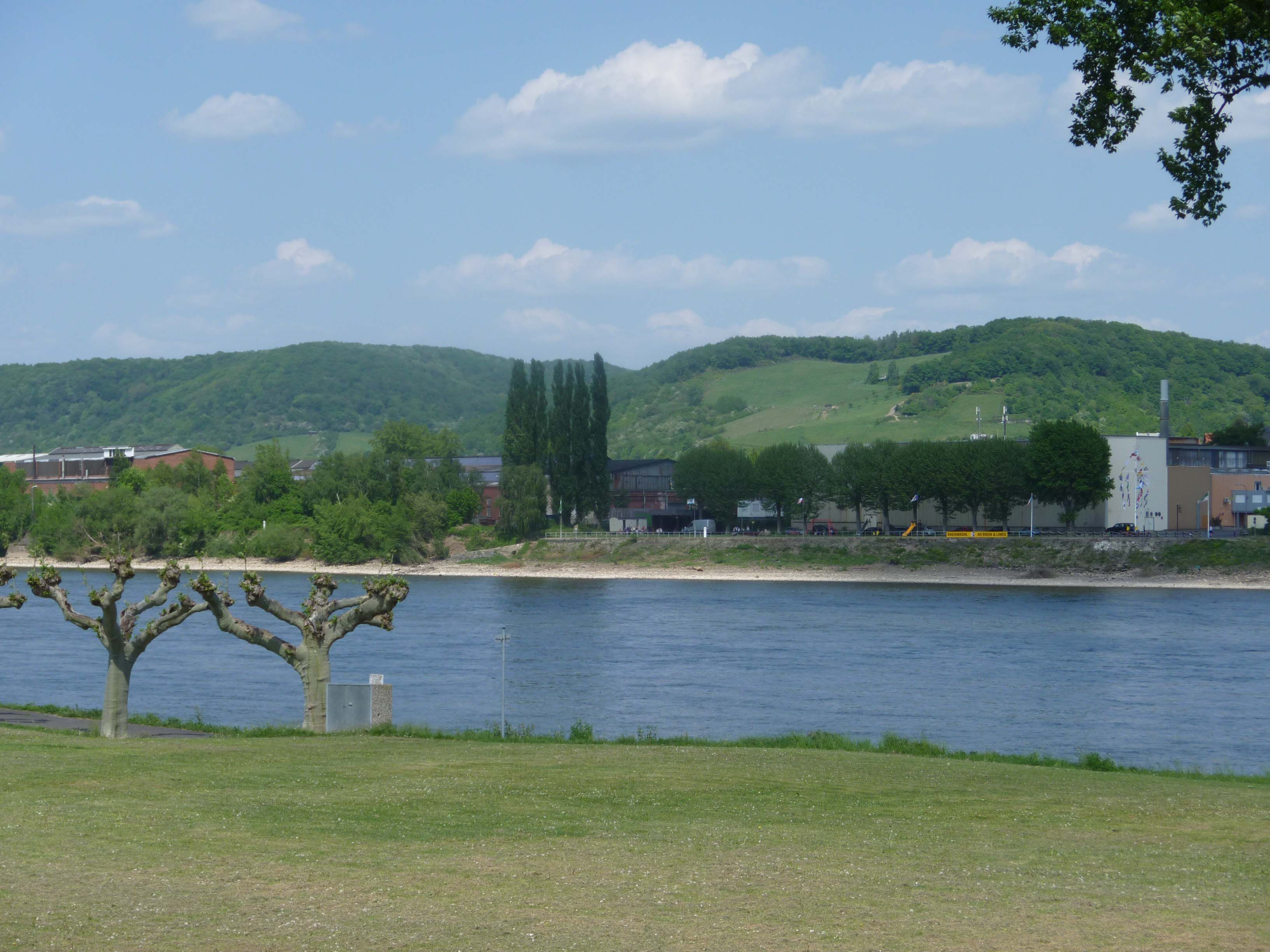
Blick auf das ehemalige Werftgelände

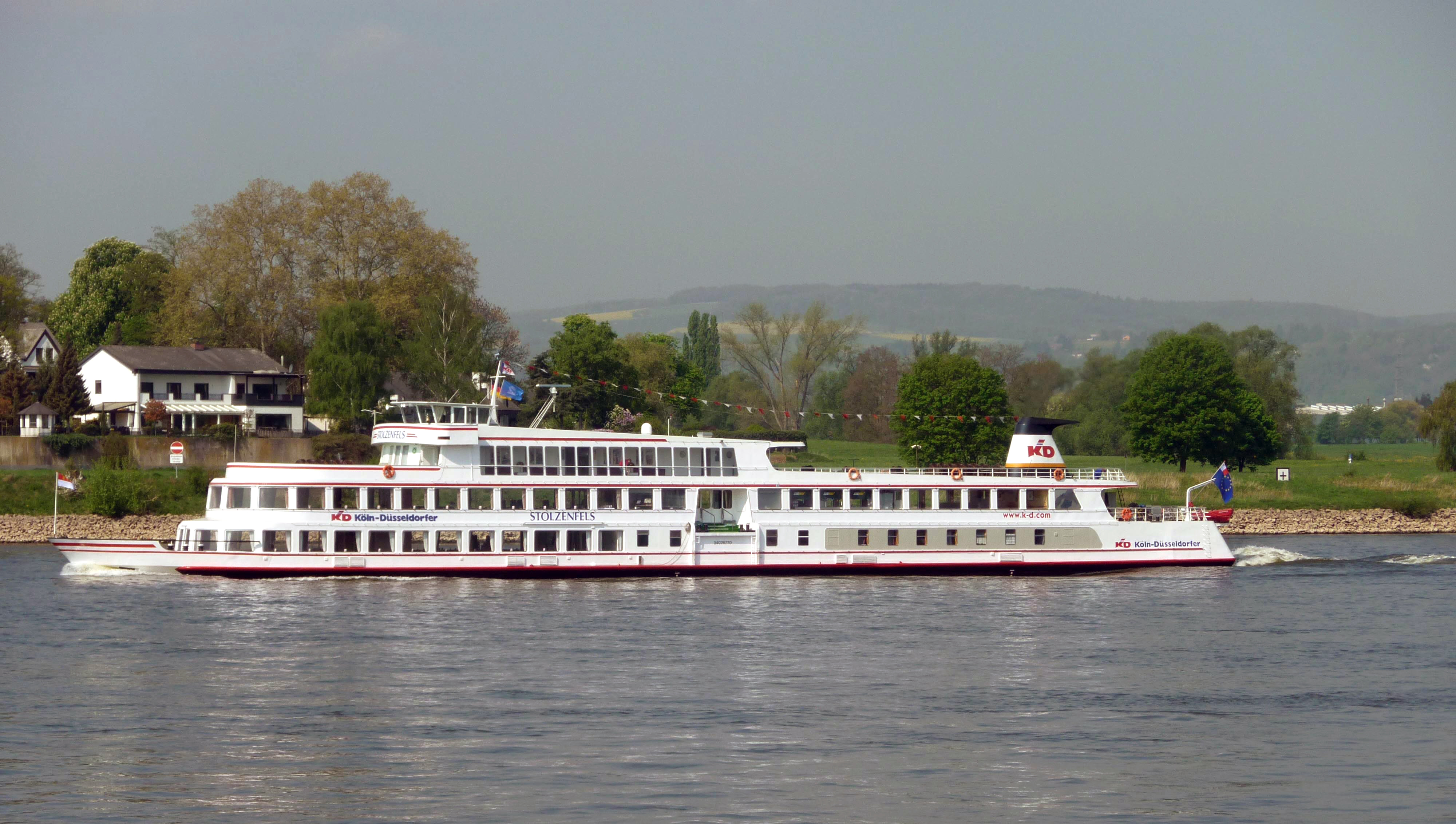
Die Stolzenfels in Weißenthurm

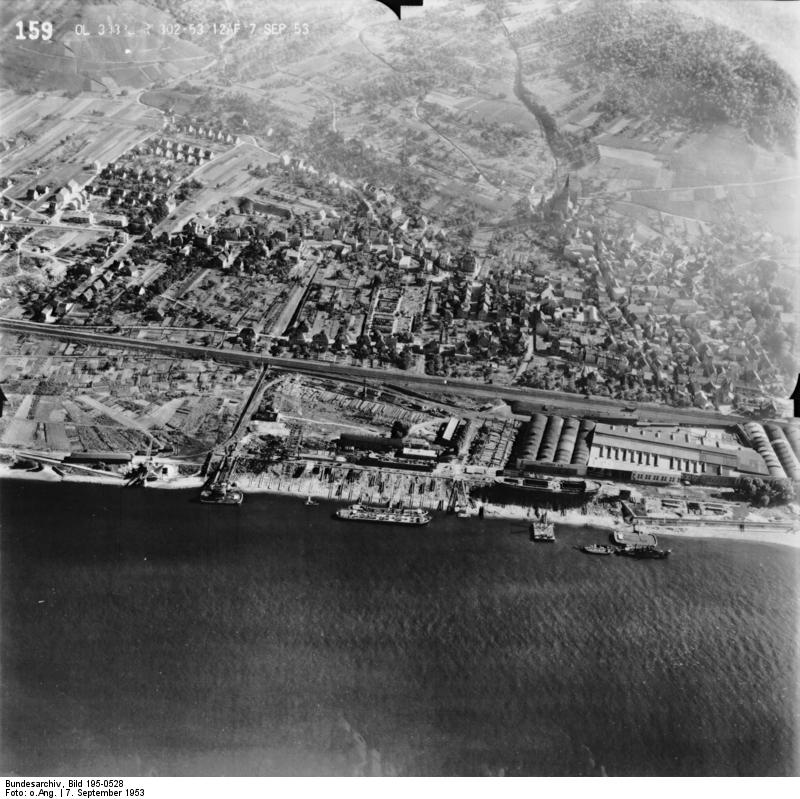
Luftbild der Werft 1953

Die Schiffswerft Hilgers in Rheinbrohl war ein Teil des 1867 gegründeten Unternehmens Stahlbau Hilgers. Die Werft wurde 1939 gegründet und bestand bis 1985.

## Geschichte
Bereits 1873 stellte Hilgers leichte Pionierpontons für die preußische Militärverwaltung her. Diese wurden auch in die Niederlande, nach Spanien, Dänemark, Schweden und in die Türkei exportiert. 1899 wurde eine schwimmende Badeanstalt für die Stadt Düsseldorf und 1907 ein schwimmendes Bootshaus für den Kölner Ruderclub gebaut. Die von Hilgers entwickelten Pontons wurden im Laufe der Jahre immer größer, zuletzt waren sie rund 17 Meter lang und konnten 20 Tonnen transportieren. Damit war der erste Schritt für den späteren Schiffbau getan.
Ab 1939 wurden dort Schiffsreparaturen durchgeführt und die ersten Binnenschiffe gebaut. Während der Kriegsjahre stellte Hilgers Sektionen für die U-Boot-Klasse XXI her und baute Rheinkähne zu Fähren und Landungsbooten um. Trotz kriegsbedingter Schwierigkeiten war der Betrieb seit 1941 mit 1274 Arbeitnehmern ausgelastet, bis im März 1945, nach tagelangem Beschuss, die Produktion zum Erliegen kam.
Bereits im Sommer 1945 konnte die Arbeit mit Bergung und Reparaturen von Schiffen wieder aufgenommen werden. 1947 wurde die Werftanlage auf 20 Ablaufbahnen vergrößert und ab 1950 wurden die ersten Neubauten ausgeliefert. 1955 wurden neun Frachtschiffe und Schlepper gebaut. Das Bauprogramm bestand aus Schubbooten, Schubleichtern, Binnenfrachtern, Binnentankern, Pontons und Klappschuten. Gastanker, Feuerschiffe und Fahrgastschiffe, Küstenmotorschiffe und schwimmende Anlagen wie ein Bohr- und Sprengschiff für die Rheinvertiefung oder schwimmende Pumpstationen für den Einsatz im deutschen Kanalnetz gehörten dazu. Bekannte Schiffe waren das Binnenschiff Reuterweg, das mit drei Leichtern gekoppelt werden durfte, das Tankschiff Aluminia, das erste Tankschiff aus Aluminium und das Passagierschiff Stolzenfels.
1963 baute Hilgers für die Reederei Lehnkering AG den ersten Schubgelenkverband für den Verkehr auf den westdeutschen Kanälen. Er bestand aus dem 19 Meter langen Schubboot Frankfurt und zwei Kähnen von 61 und 67 Meter Länge. Dabei wurde der kürzere Kahn geschoben und der längere gezogen. Der hintere Leichter war mit einem hydraulischen Schleppgelenk steuerbar.
Für den Bau des Assuan-Staudamms wurden zwei Schlepper gebaut und für Chile Hafenschubboote. Insgesamt baute Hilgers fast 270 Schiffe. In Lizenz wurden Becker-Ruder für Binnenschiffe gefertigt.
Am 7. November 1985 wurde die Rheinbrohler Fähre Brule als letztes Schiff zu Wasser gelassen. Danach wurde die Hellinganlage abgebaut und der Schiffbau eingestellt.